# Vászoly
Vászoly is een plaats (község) en gemeente in het Hongaarse comitaat Veszprém. Vászoly telt 225 inwoners (2005).
Het plaatsje ligt in het middenwesten van het land, net boven het Balatonmeer, ± 40 km van Vesprém, ± 15 km van Balatonfüred en ± 170 km van Boedapest. Via Balatonudvari
(een plaatsje aan de noordkant van het Balatonmeer) is Vászoly het makkelijkst te bereiken. Het plaatsje is 855 hectare groot en heeft ± 225 inwoners, waarvan ± 5 personen werkloos. Het burgemeestershuis is gevestigd in de Beke tér 1 en is te herkennen aan de Hongaarse vlag aan de voorkant van het huis.
Door archeologische vondsten kan men zeggen dat er vanaf het stenen tijdperk en de late
bronzen tijd het gebied bewoond was. De eerste bevolking dateert uit de 11e eeuw, waarna
het werd “veroverd” door de turken in de 16e eeuw die er een eeuw lang hebben gewoond.
Vroeger was men voornamelijk op het land bezig, maar na WW2 zijn de meeste jongeren
gaan werken in Balatonfüred, Vesprém en Tapolca. Elk huis heeft stromend water en sinds 2000 ook de mogelijkheid om aangesloten te worden op gas, tevens is er in 2003 een
riolering aangelegd. ± 80% van de wegen is geasfalteerd en ± 60% heeft een telefoonaansluiting, voor het burgemeestershuis staat sinds 1994 ook een munttelefooncel.
Het plaatsje heeft een kalkfabriek, een buurtsuper met daarnaast een café en 1 km naar Balatonudvari zitten 2 restaurants. Tevens heeft Vászoly een Galerij, waar allerlei tentoonstellingen worden gehouden. In het dorp is ook een waterbron die uitloopt in een klein meertje, via dit meertje loopt er een smal kronkelend riviertje naar het Balatonmeer. Bij dit meertje is er in juli ook de “beschermheilige” festival, genaamd Vászoly Nyär festival.
Er worden ook vakantiehuizen verhuurd, kijk eens op www.balatonhuizen.nl of www.kohid.hu(deze is alleen in het Hongaars)
Vászoly heeft ook een eigen website, namelijk www.vaszoly.hu, ook deze is alleen in het Hongaars